# Max Joseph Schleiß von Löwenfeld

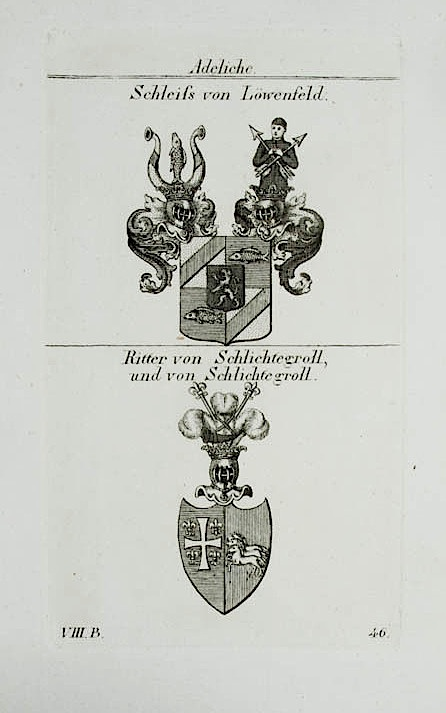
Wappen der Familien Schleiß von Löwenfeld und Schlichtegroll.

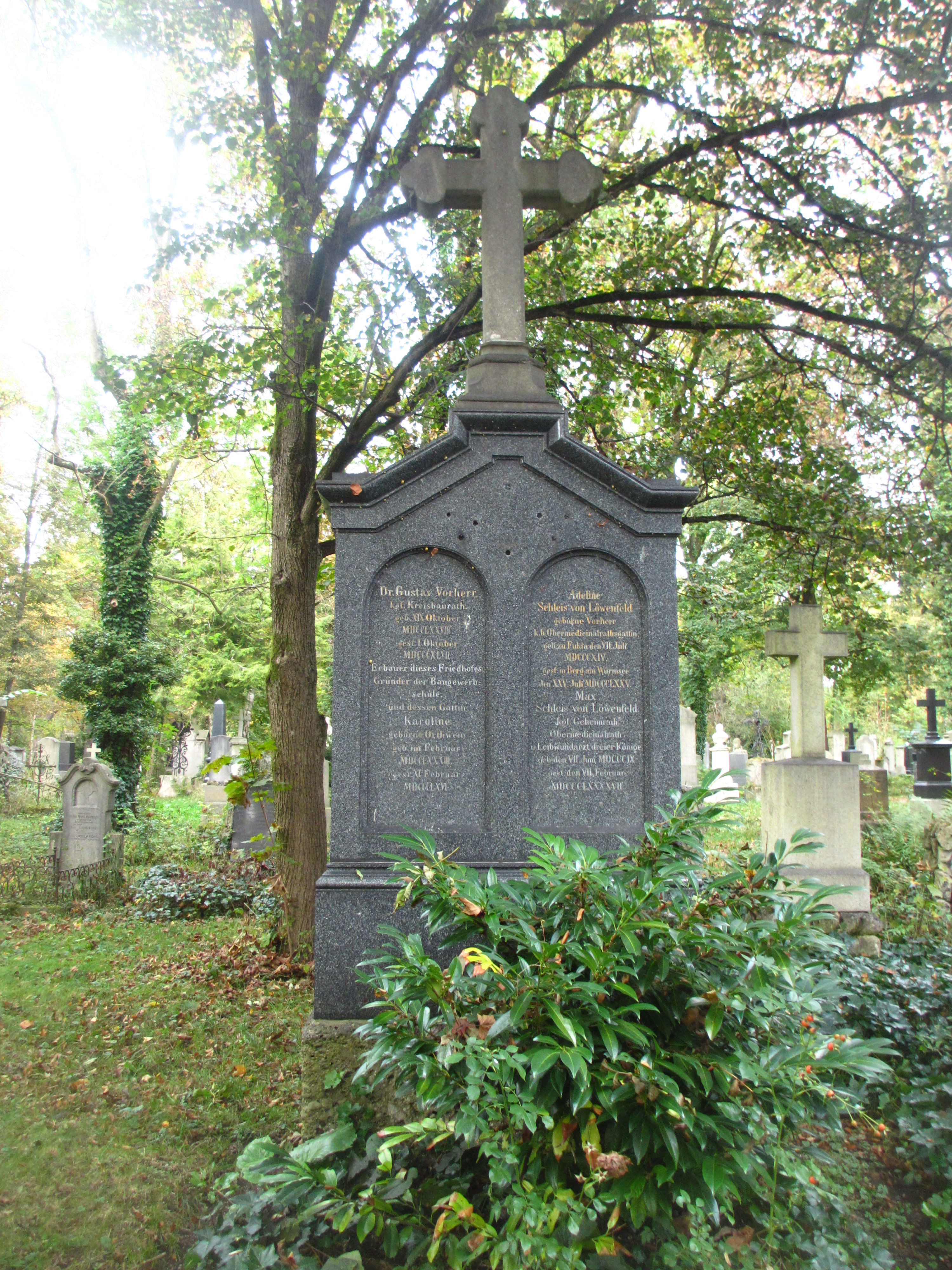
Grab von Max Schleiß von Löwenfeld auf dem Alten Südlichen Friedhof in München

Max Joseph Schleiß von Löwenfeld (* 7. Juni 1809 in Sulzbach (Oberpfalz); † 7. Februar 1897 in München) war ein deutscher Arzt der Chirurgie und Augenheilkunde. Er war Leibarzt und Leibchirurg der bayerischen Könige Ludwig I., Maximilian II. und Ludwig II. Darüber hinaus amtierte er im Münchner Städtischen Allgemeinen Krankenhaus und war Verfasser zahlreicher wissenschaftlicher Schriften.

## Leben
Max Joseph Schleiß von Löwenfeld entstammte einer Adelsfamilie aus der Oberpfalz. Er studierte und promovierte in München. Nach seiner Dissertation im Jahre 1832 arbeitete er von 1833 bis 1836 als Assistent des Münchner Augenarztes und Chirurgen Philipp Franz von Walther am Städtischen Allgemeinen Krankenhaus in der Münchner Ziemssenstraße.
Mit einem staatlichen Stipendium versehen, unternahm er eine Studienreise zu den führenden Kliniken des deutschen Sprachraums nach Berlin, Hamburg, Schwerin, Göttingen, Bonn, Heidelberg, Würzburg, Bamberg und Erlangen. 1837 nach München zurückgekehrt erfolgte seine Ernennung zum Bezirksarmenarzt. Die Weiterbildung in der Augenheilkunde erfolgte in Paris auf Vermittlung Phillip Franz von Walthers im Jahre 1838. Ein Jahr darauf, 1839, wurde diese Studien durch eine weitere Bildungsreise nach England, Holland und Belgien abgeschlossen.
Nach München zurückgekehrt, wurde er 1840 zum königlichen Hofstabschirurgen und 1848 zum königlichen Hofstabsarzt ernannt. Von September bis November 1842 verwaltete er kommissarisch als Chefarzt die Chirurgische und Augenärztliche Abteilung des Städtischen Allgemeinen Krankenhauses.
Nicht lange nach dem Tode seines Mentors Philipp Franz von Walther übernahm er im Jahre 1851 dessen Stellung als Leibarzt und Leibchirurg des bayerischen Königs Maximilian II. Nach dessen Tod erhielt er 1864 von König Ludwig II. den Titel und Rang eines königlichen Obermedizinalrates. 1882 wurde er zum königlichen Geheimrat erhoben.

## Grabstätte
Die Grabstätte teilt sich Max Schleiß von Löwenfeld im Alten Münchner Südfriedhof mit seiner Gemahlin und seinen Schwiegereltern. Die Grabstätte liegt im Gräberfeld 23 – Reihe 13 – Platz 26/27 Standort.

## Leibarzt König Ludwigs II.

Hermann von Kaulbachs Ölskizze mit Dr. Schleiß von Löwenfeld, Ludwig II. und Richard Hornig (1886)

Durch seine Stellung als Leibarzt Ludwigs II. gehörte Schleiß von Löwenfeld zu einem kleinen Mitarbeiterstab, der den König, häufig sogar mitsamt ihren Familien überallhin begleitete. Während der Sommermonate, die Ludwig II. in den 1870er Jahren gerne in Schloss Berg verbrachte, vertrieb sich Schleiß von Löwenfeld nach den Aufzeichnungen der Luise von Kobell seine Mußestunden mit Fischen und Jagen. Er wird von ihr als eher unprätentiös geschildert: „… selbst ein Jägertypus – ein männliches Gesicht mit großem Vollbart – Hut und Joppe verwettert …“.
Schleiß von Löwenfeld kannte Ludwig II. von Kindesbeinen an. Noch am 10. Juni 1886, dem Tag nach der Entmündigung des Königs, telegrafierte er an die Allgemeine Zeitung in München: „Zur Berichtigung: Von der Existenz eines schweren Leidens welches seine Majestät, Ludwig II. an der Ausübung der Regierung dauernd verhindert, ist durchaus nicht überzeugt Dr. Schleiß von Löwenfeld, Leibchirurg Seiner Majestät.“
Schleiß von Löwenfeld war mit Adeline Vorherr, der einzigen Tochter des Erbauers des Alten Münchner Südfriedhofs, Gustav Vorherr verheiratet.

## Schriften (Auswahl)
- Skizzen zu einem Lehrbuch für eine Allgemeine pathologische Anatomie, 1847
- Über den Ursprung der Sprache, München, 1866
- Über die Entstehung von Epidemien, mit besonderer Rücksicht auf Cholera und Typhus, München, 1869
- Zur Symptomatologie und Therapie der Prostatakrankheiten, München, 1858
- Theses cosmologicae septuaginta, München, 1882